# Christian Friege

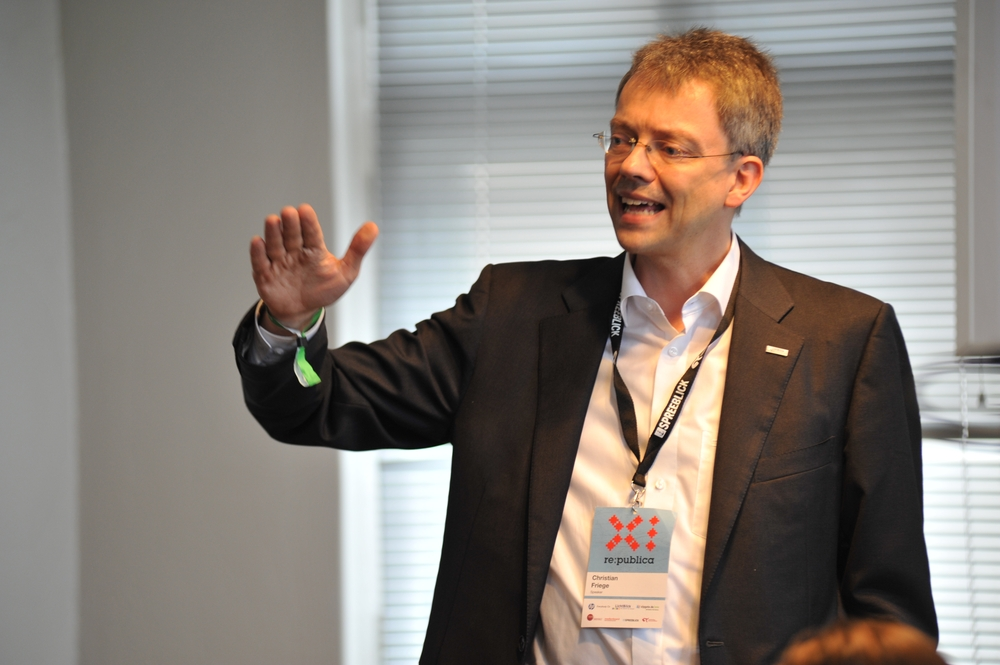
Christian Friege (2011)

Christian Friege (* 1966 in Lübeck) ist ein deutscher Unternehmensberater und Manager.
Nach dem Abitur am Johanneum zu Lübeck und einer Lehre bei der Dresdner Bank studierte er Betriebswirtschaft an der Universität Mannheim und wechselte anschließend an den Lehrstuhl für Marketing der Wirtschaftswissenschaftlichen Fakultät der Katholischen Universität Eichstätt-Ingolstadt (WFI – Ingolstadt School of Management). Mit einer Dissertation zum Thema „Preispolitik für Dienstleistungen im Business-to-Business-Marketing“ wurde er hier 1995 promoviert.
Ab November 1995 war er bei Bertelsmann tätig, zunächst als Assistent des Vorstandsvorsitzenden in Gütersloh, dann in New York. Von 2000 bis 2004 war er als Chief Executive bei der Bertelsmann-Tochter Book Club Associates (BCA) in London tätig, zudem von Juni 2003 bis Januar 2005 Director der Direct Marketing Association (UK).
Von Januar 2005 bis Ende 2006 war er Kundenvorstand (CCO) bei debitel. Seit Januar 2007 war er selbstständiger Unternehmensberater.
Von September 2008 bis Anfang Mai 2012 stand er an der Spitze des Energieversorgers Lichtblick AG, zunächst als Geschäftsführer, ab Juli 2009 nach der Umwandlung von LichtBlick in eine AG als Vorstandsvorsitzender. Im September 2009 stellte Friege gemeinsam mit Vertretern von Volkswagen das Projekt „Zuhausekraftwerk“ vor. Am 8. Mai 2012 teilte Lichtblick mit, dass sich das Unternehmen und Friege aufgrund unterschiedlicher Ansichten zur strategischen Ausrichtung von LichtBlick im besten Einvernehmen getrennt haben. Danach war er als selbstständiger Unternehmensberater und als Dozent an verschiedenen Hochschulen und Universitäten tätig.
Von 2016 bis 2022 war er im Vorstand der Neumüller Cewe Color Stiftung, zuständig für den nationalen und internationalen Vertrieb. Seit Juli 2017 war er Vorstandsvorsitzender.
Im März 2022 gab das Kuratorium der Neumüller Cewe Color Stiftung uneinstimmig bekannt, den Vertrag mit Christian Friege nicht weiter zu verlängern. Es folgten mehrere Zwischenhandlungen der Erben und des Aufsichtsrats, den scheidenden Vorstandsvorsitzenden zu halten. Das Kuratorium warf Friege Versäumnisse bei der Förderung von Frauen bei Cewe vor, das Unternehmen widerlegte diese Vorwürfe unverzüglich. Auch in der Öffentlichkeit erregte sich umgehend Widerspruch. Am 19. Dezember 2022 einigten sich das Kuratorium und Alexander Neumüller mit Christian Friege einvernehmlich, dass Friege nicht weiter für Cewe als Vorstand tätig bleiben solle. Er wolle sich neuen beruflichen Herausforderungen widmen und verließ das Unternehmen zum Monatsende. Auf ihn folgt zum 1. März 2023 die Coty-Managerin Yvonne Rostock. Zum 1. März 2023 übernahm er die Aufgabe als Marktvorstand der EWE AG.

## Schriften
- Preispolitik für Leistungsverbunde im Business-to-Business-Marketing. Mit einem Geleitwort von Bernd Stauss. Wiesbaden: Dt. Univ.-Verl.; Wiesbaden: Gabler 1995 (Gabler Edition Wissenschaft: Focus Dienstleistungsmarketing), zugl.: Eichstätt, Kath. Univ., Diss., 1995, ISBN 3-8244-6249-4
- Angebot und Zusammenstellung von effizienten Leistungsverbunden auf der Basis von economies of scope. Ingolstadt: WFI, KUE [1994] (Diskussionsbeiträge der Wirtschaftswissenschaftlichen Fakultät Ingolstadt/Katholische Universität Eichstätt; Nr. 58)